# Psyttalia muesebecki
Psyttalia muesebecki är en stekelart som först beskrevs av Fischer 1963.  Psyttalia muesebecki ingår i släktet Psyttalia och familjen bracksteklar. Inga underarter finns listade i Catalogue of Life.